# Coussarea amapaensis
Coussarea amapaensis är en måreväxtart som beskrevs av Julian Alfred Steyermark. Coussarea amapaensis ingår i släktet Coussarea och familjen måreväxter. Inga underarter finns listade i Catalogue of Life.